# Sivinskij rajon
Il Sivinskij rajon (in russo Сивинский район?) è un municipal'nyj rajon (муниципальный округ) del Territorio di Perm', in Russia; il centro amministrativo è il villaggio di Siva.
Il fiume Obva ha la sua sorgente nel punto più alto del distretto (303 m) e lo attraversa assieme al suo affluente Siva.